# Бережный, Алексей Тимофеевич
Алексей Тимофеевич Бережный (укр. Олексій Тимофійович Бережний; род. 26 февраля 1952 года, пгт. Новая Водолага Нововодолажского района Харьковской области) — украинский политический деятель, депутат Верховной рады Украины II созыва (1994—1998).

## Биография
Родился 26 февраля 1952 года в пгт Новая Водолага Нововодолажского района Харьковской области.
После окончания школы работал в колхозе имени Ленина Нововодолажского района. В 1974 году окончил механический факультет Харьковского автодорожного института по специальности «инженер-механик», с 1974 по 1976 год проходил службу в армии в Амурской области.
После возвращения из армии с сентября 1976 года по март 1977 года работал инженером Нововодолажской райсельхозтехники, с марта 1977 года по июнь 1979 год был заместителем начальника, с июня 1979 года по март 1987 год — начальником Зачепиловской райсельхозтехники. С марта 1987 года по декабрь 1994 года был главой правления колхоза имени Ленина (в дальнейшем — научно-производственная фирма «Ракетная») Нововодолажского района.
На парламентских выборах 1994 года был избран народным депутатом Верховной рады Украины II созыва от Змиевского избирательного округа № 391 Харьковской области. В парламенте был членом Комитета по иностранным делам и связям с СНГ.
С октября 1998 года по сентябрь 1999 года был заместителем начальника Управления стратегии развития агропромышленного комплекса и продовольствия Кабинета министров Украины. С 1999 по 2003 год был директором фирма «Булнет».
С мая 2003 года по февраль 2005 года был заместителем председателя Сумской областной государственной администрации по вопросам предприятий перерабатывающей промышленности.